# ルナリア (小惑星)
ルナリア (1067 Lunaria) は小惑星帯に位置する小惑星である。1926年にカール・ラインムートがハイデルベルクで発見した。
アブラナ科の植物、ルナリアから名付けられた。